# Ryszard Janik (trener)
Ryszard Janik (ur. 22 stycznia 1943) – polski trener koszykówki, związany z SKS Spójnią Stargard Szczeciński, wprowadził klub do III ligi, następnie do II ligi oraz jako trener – konsultant miał udział w osiągnięciu medalu mistrzostw Polski seniorów (srebro w 1997).

## Życiorys
Z wykształcenia nauczyciel wychowania fizycznego oraz trener koszykówki. W latach 1958–1961 był zawodnikiem Stal Lipiany, gdzie grał w koszykówkę i piłkę nożną. W 1962 ukończył Liceum Ogólnokształcące w Myśliborzu. W tym samym roku rozpoczął studia w Wyższej Szkole Wychowania Fizycznego w Poznaniu. Podczas studiów grał w zespole uczelnianym, reprezentując uczelnię na mistrzostwach Polski w koszykówce i piłce nożnej. Studia ukończył z tytułem magistra w 1966. W tym samym roku zamieszkał w Stargardzie Szczecińskim, gdzie został zatrudniony w Zespole Szkół Mechanizacji Rolnictwa w Stargardzie jako nauczyciel wf i p.o. pracując do 2016.
W 1966 jako trener podjął szkolenie drużyny męskiej klubu Spójni (1966-1989; w której spędził całą karierę trenerską). Zespół Spójni pod wodzą Ryszarda Janika w sezonie 1966/1967 wygrał rozgrywki B klasy i awansował do A klasy. Równolegle, prowadząc zespół męski KS Spójni Stargard, trenował od 1966 do 1968 drużynę żeńską tego klubu, która ostatecznie została rozwiązana w 1969. W 1970 otrzymał nominację na instruktora koszykówki. W sezonie 1973/1974 zespół stargardzki prowadzony dalej przez trenera Janika zajął I miejsce w lidze okręgowej i awansował do ligi międzywojewódzkiej (III liga). W latach 50./70. był wyróżniającym się szkoleniowcem wśród kadry trenersko-instruktorskiej okręgu szczecińskiego. W 1976 zdał egzamin państwowy i uzyskał tytuł trenera II klasy.
W 1980 drużyna stargardzka została mistrzem III ligi (międzywojewódzka), w której grało 11 drużyn i awansowała do II ligi pod wodzą trenera Janika. Zespół przez 44 rozegrane spotkania sezonu 1979/1980 (włącznie z meczami o wejście do II ligi) wygrał 42 mecze z rzędu. Stargardzki zespół ostatecznie zajął w III lidze pierwsze miejsce i w barażach o II ligę wygrał z mistrzem III ligi strefy gdańskiej z Włocławią Włocławek. Zespół seniorów trenował do 1989. Następcą został Grzegorz Chodkiewicz.
Trener Ryszard Janik od rozpoczęcia pracy nauczycielskiej w Zespole Szkół Mechanizacji Rolnictwa w Stargardzie prowadził w szkole jako nauczyciel wf, a zarazem trener, szkolenie z grupami młodzieżowymi, jednocześnie w latach 1995–1999 oraz w latach 2003–2004 pełnił funkcję trenera – konsultanta zespołu seniorów występującego w I lidze.
W 1999 z okazji jubileuszu klubu, został uznany trenerem 50-lecia klubu LKS Spójnia Stargard. W 2001 Ryszard Janik został uznany trenerem 50-lecia Okręgowego Związku Koszykówki w Szczecinie.
Podczas pracy w Zespole Szkół Mechanizacji Rolnictwa w Stargardzie, gdzie był nauczycielem wf, odnosił sukcesy z zespołami szkolnymi. W okresie od 1966 do 2005 jego drużyny 21 razy zdobywały mistrzostwo powiatu stargardzkiego na szczeblu szkół średnich. Podczas resortowych Ogólnopolskich Igrzysk LZS i Młodzieży Szkół Rolniczych w latach od 1991 do 2007 w cyklu 2-letnim drużyny Janika awansowały do dziewięciu finałów zdobywając 9 złotych medali, zdobywając tym samym tytuł mistrza Polski.

W 2004 został odznaczony przez prezydenta Aleksandra Kwaśniewskiego Krzyżem Kawalerskim Orderu Odrodzenia Polski (Monitor Polski Nr 51, poz. 867 z 2004). Kontynuował pracę nauczyciela w Zespół Szkół nr 5 Centrum Kształcenia Praktycznego im. Tadeusza Tańskiego w Stargardzie szkoląc stargardzkie grupy młodzieżowe do 2016. 22 stycznia 2018 obchodził 75. urodziny. W styczniu 2018 podczas swojego jubileuszu wspominał:

Po studiach w Poznaniu znalazłem się w 1966 w Stargardzie. Pierwsza praca w szkole, w Zespole Szkół Mechanizacji Rolnictwa i praca jako trener zespołu koszykarskiego Spójnia, gdzie pierwszym trenerem był Ignacy Ratajczak, po nim byli Sikora, Garstka, Buczma, Piotrowski i Władziu Galankiewicz. Były to lata klasycznego amatorstwa. Trenowaliśmy 2/3 razy tygodniowo, rozgrywaliśmy mecze w szkolnych salach gimnastycznych. Od 1973 graliśmy w sali gimnastycznej przy ul. Popiela. Na treningi nie było więcej czasu, zawodnicy uczyli się bądź pracowali. W 1979 awansowaliśmy do II ligi, by w końcu wejść do ekstraklasy w 1994 za trenera Chodkiewicza. Były sukcesy, ale były też i porażki. Motto tamtych lat było - nie pytaj co ci dała Spójnia. Powiedz co ty zrobiłeś dla Spójni. Ono miało swój sens nie tylko wczoraj, ale ma też i dzisiaj. To były piękne dni stargardzkiej koszykówki. Ten nasz, stargardzki koszykarski klimat był, jest i myślę, zawsze będzie.

## Przebieg kariery trenerskiej
- 1966–1967: Spójnia Stargard – A klasa
- 1967–1968: Spójnia Stargard – liga okręgowa
- 1969–1980: Spójnia Stargard – III liga
- 1980–1989: Spójnia Stargard – II liga
- 1994–1995: Spójnia Stargard – I liga (II trener)
- 1995–1996: Spójnia Stargard – I liga (III trener-konsultant)
- 1996–1997: Spójnia Stargard – PLK (III trener-konsultant, wicemistrzostwo Polski)
- 2003–2004: Spójnia Stargard – PLK (III trener-konsultant, spadek do I ligi)

### Sukcesy trenera Janika
W okresie działalności trenera Ryszard Janika Spójnia Stargard odniosła wiele sukcesów sportowych do których przyczynili się zawodnicy, sportowcy, trenerzy, działacze, sponsorzy oraz politycy, dziennikarze i kibice:
- 1967 – awans zespołu seniorów do rozgrywek w lidze okręgowej okręgu szczecińskiego
- 1967 – zespół juniorów zdobył wicemistrzostwo okręgu szczecińskiego
- 1968 – awans do III ligi (międzywojewódzka)
- 1974 – awans juniorów do turnieju półfinałowego (w turnieju grali m.in. Eugeniusz Kijewski, Dariusz Zelig i L. Doliński, później etatowi zawodnicy reprezentacji kraju. Trenerem stargardzkiego zespołu juniorów był Ryszard Janik)
- 1980 – awans do II ligi
- 1986 – zespół juniorów Spójni zdobył V miejsce w mistrzostwach Polski

### Sukcesy Janika jako trenera-konsultanta
- 1994 – awans do I ligi (ekstraklasa)
- 1997 – wicemistrz Polski w rozgrywkach PLK
- 1999 – zespół juniorów Spójni zdobył VII miejsce w mistrzostwach Polski
- 2000 – zespół kadetów został mistrzem Polski
- 2002 – zespół juniorów Spójni zdobył brązowy medal mistrzostw Polski
- 2003 – zespół juniorów zdobył mistrza Polski
- 2006 – zespół juniorów starszych Spójni zdobył VII miejsce w mistrzostwach Polski

### Janik w zestawieniu z trenerami Spójni

#### Najwięcej meczów (1968/2018)
- Ryszard Janik – 597
- Tadeusz Aleksandrowicz – 222
- Grzegorz Chodkiewicz – 192
- Mieczysław Major – 137
- Ireneusz Purwiniecki – 97
- Krzysztof Koziorowicz – 81
- Ryszard Szczechowiak – 40
- Wiktor Grudziński – 24
- Czesław Daś – 18
- Tadeusz Huciński – 14
- Miodrag Gajić – 14

#### Najwięcej zwycięstw (1968/2018)
- Ryszard Janik – 316
- Tadeusz Aleksandrowicz – 120
- Grzegorz Chodkiewicz – 108
- Mieczysław Major – 72
- Krzysztof Koziorowicz – 65
- Ireneusz Purwiniecki – 47
- Ryszard Szczechowiak – 20
- Wiktor Grudziński – 9
- Czesław Daś – 9
- Tadeusz Huciński – 6
- Miodrag Gajić – 4

### Wychowankowie Janika
Na przestrzeni lat, od 1966 do 2004 trener Ryszard Janik miał wielu stargardzkich wychowanków klubu koszykarskiego Spójnia. Byli to między innymi zawodnicy:
- Janusz Woźniak (1964-1972)
- Zbigniew Cierpich (1967-1978)
- Marek Ładniak (1967;1979-1985;1990-1991)
- R. Wiliński (1967-?)
- S. Dziedzic (1967-?)
- J. Usnarski (1967-?)
- Z. Tomaszewicz (1967-1971)
- J. Maranda (1967-?)
- Bogdan Dębicki (1967-1971)
- Głuch (1968-1972)
- Grzegorz Żyłczyński (1969-1980)
- Lech Łabędzki (1969-1984)
- Jerzy Kciuk (1969-1977)
- Mirosław Sićko (1969-1984)
- Wojciech Marszalenko (1969-1978)
- Kazimierz Nowicki (?-?)
- Wiesław Nuszkiewicz (1970-?)
- M. Zedelski (1970-?)
- Krzysztof Koziorowicz (1971-1992)
- Marek Banachowski (1971-1979)
- Mirosław Sićko (1971-1984)
- Mieczysław Gębala (1972-1979?)
- Marek Doliński (1972-1977)
- Wojciech Marszalenko (1972-1978)
- Zbigniew Czyżewski (1972-1977)
- Bogusław Kasprzyk (1972-1982)
- Krzysztof Jasnowski (1974-1980)
- Szczepan Stępiński (1974-1983)
- Krzysztof Bielawski (1975?-1983;1985-1988)
- Waldemar Miłek (1978-1992)
- Roman Wolski (1979-1986)
- Andrzej Stachowiak (1979-1991)
- Krzysztof Kozel (1979-1980)
- Marek Matysik (1979-1984)
- Ireneusz Purwiniecki (1979-1996)
- Mariusz Bartosz (1980-1994)
- Grzegorz Wojdyr (1980-1985)
- Adam Ładniak (1983-1985)
- Piotr II Nowacki (1980-1981)
- Jacek Szczepański (1983-1985)
- Edward Ściężor (1984-1985)
- Krzysztof Sztandor (1985-1986)
- Józef Orłowicz (1988-1989)
- Piotr Fleming (1989-1990)
- Mariusz Trybuła (1989-1990)
- Ireneusz Matyga (1985-1995)
- Andrzej Bejnar (1985-1989)
- Leszek Marczyk (1985-1990)
- Sławomir Grześkowiak (1986-1989)
- Marek Cieliński (1987-1999)
- Józef Orłowicz (1988-1989)
- Mariusz Gintowt (1988-1989)
- Waldemar Szrama (1989-1991)
- Robert Szczerbala (1989-1995;1995-1998;2004-2005)

### Zawodnicy Janika
Na przestrzeni lat, od 1966 do 1999 i od 2003 do 2004 trener Ryszard Janik trenował wielu zawodników klubu koszykarskiego Spójnia. Byli to między innymi zawodnicy:

- Marian Borowski (1960–1965;1967-1971)
- Jerzy Szuber (1958-?)
- Romuald Żukowski (1958-?)
- Jerzy Żukowski (1958-?)
- Bogdan Miazek (1960-?)
- Janusz Woźniak (1964-1969)
- Ryszard Szymczak (1965-1971)
- Stanisław Szymczak (1965-1971)
- Andrzej Garstka (1967-1969)
- Władysław Maksel (1976-1977;1981-1983)
- Jerzy Plebanek (1979-1981)
- Roman Fajerski (1979-1988)
- Grzegorz Śpiewak (1990-1997)
- Rafał Bigus (1992-1993;2000;2002-2003;2014-2015)
- Piotr Ignatowicz (1994-1998;2001-2002)
- Wiktor Grudziński (1998-2001;2008-2013)
- Wiesław Dubij (1994-1998)
- Andrzej Molenda (1994-2010)
- Paweł Wiekiera (1995–2001)
- Arkadiusz Soczewski (2000-2016)
- Adam Hrycaniuk (2002–2004)
- Martin Eggleston  (1994-1996)
- Tyrone Thomas  (1994–1995)
- Jarosław Dubicki (1994-1996)
- Keith Williams  (1995–1997)
- Robert Kościuk (1995-1996;1997-1998;1999-2000)
- Marzel Price  (1997–1998)
- Kelvin Upshaw  (1997–1999)
- Siergiej Griszajew  (1997–1998)
- Robert Morkowski (1995-2004)
- Krzysztof Wilangowski (1996-1997;2001-2002)
- Marek Sobczyński (1996–1997)
- Jerzy Kołodziejczak (1995-1996)
- Piotr Nizioł (1999-2007)
- Nikołaj Tanasejczuk  (1997–1998)
- Jeff Stern  (1997–1998;1998–1999)
- Rolland Miller  (2003-2004)
- Brent Darby  (2003-2004)

## Historyczne składy trenera Janika
Spójnia w lidze okręgowej rozpoczęła rozgrywki w 1966, a w marcu 1969 awansowała do III ligi (międzywojewódzka). W sezonach od 1966 do 1978 zespół grał różnymi składami, miał w tym okresie następujących zawodników:
| Nr | Poz. | Nar.   | Nazwisko i imię        | Data urodzenia | Wzrost | Masa ciała |
| -- | ---- | ------ | ---------------------- | -------------- | ------ | ---------- |
|    | R    | Polska | Woźniak, Jan           | 1949           | 187 cm |            |
|    | S    | Polska | Szymczak, Ryszard      | 1951           | ? cm   |            |
|    | S    | Polska | Tomaszewicz, Zbigniew  | 1950           | 190 cm |            |
|    | S    | Polska | Żukowski, Romuald      | 1945           | 180 cm |            |
|    | S    | Polska | Borowski, Marian       | 1946           | 176 cm |            |
|    | S    | Polska | Dębicki, Bogdan        | 1948           | ? cm   |            |
|    | R    | Polska | Maranda, Jan           | 1949           | 177 cm |            |
|    | S    | Polska | Dziedzic, Stanisław    | 1948           | 195 cm |            |
|    | S    | Polska | Miszek, W.             | ?              | ? cm   |            |
|    | S    | Polska | Wawrzyszko, M.         | ?              | ? cm   |            |
|    | S    | Polska | Zedelski, M.           | ?              | ? cm   |            |
|    | S    | Polska | Głuch, Wojciech        | 1949           | 195 cm |            |
|    | S    | Polska | Wiliński, Ryszard      | 1950           | 190 cm |            |
|    |      | Polska | Usnarski, Jerzy        | 1947           | 175 cm |            |
|    | S    | Polska | Suchocki, Stanisław    | 1952           | 200 cm |            |
|    | S    | Polska | Cierpich, Zbigniew     | 1950           | 190 cm |            |
|    | S/C  | Polska | Czyżewski, Zenon       | ?              | 187 cm |            |
|    | S    | Polska | Goliński, Mariusz      | 1956           | 177 cm |            |
|    | C    | Polska | Gębski, Piotr          | 1957           | 177 cm |            |
|    | C    | Polska | Ładniak, Marek         | 1950-06-09     | 202 cm |            |
|    | C    | Polska | Nuszkiewicz, Władysław | 1955           | 190 cm |            |
|    | S/C  | Polska | Kasprzyk, Bogdan       | 1953           | 194 cm |            |
| 6  | S/C  | Polska | Żyłczyński, Grzegorz   | 1955-02-05     | 190 cm |            |
|    | S    | Polska | Marszalenko, Wojciech  | 1956           | 200 cm |            |
| 5  | R    | Polska | Koziorowicz, Krzysztof | 1955-02-05     | 185 cm |            |
|    | S    | Polska | Chreptowicz, Władysław | 1960           | 190 cm |            |
|    | S    | Polska | Makreli, Władysław?    | ?              | ? cm   |            |
|    | S    | Polska | Wołowiec, Z.           | 1962           | 181 cm |            |
|    | S    | Polska | Jasnowski, Krzysztof   | 1959           | 187 cm |            |
|    | S    | Polska | Markiewicz, ?          | ?              | ? cm   |            |
|    | S    | Polska | Janiszewski, J.        | ?              | ? cm   |            |
|    | S    | Polska | Dudajć, ?              | ?              | ? cm   |            |
|    | S    | Polska | Banachowski, M.        | ?              | ? cm   |            |
| 9  | S    | Polska | Przepióra, Marcin      | 1958           | 194 cm |            |

Trener:  Ryszard Janik
- kierownik drużyny:Tadeusz Sikora

### Skład z 1979/1980 (wejście do II ligi)
Spójnia w sezonie 1979/1980 rozpoczęła rozgrywki w III lidze, w marcu 1980 awansowała do II ligi i grała w składzie:
| Nr | Poz. | Nar.   | Nazwisko i imię        | Data urodzenia | Wzrost  | Masa ciała |
| -- | ---- | ------ | ---------------------- | -------------- | ------- | ---------- |
| 6  | PG   | Polska | Żyłczyński, Grzegorz   | 1955-02-05     | 190 cm  |            |
| 12 | C    | Polska | Ładniak, Marek         | 1950-06-09     | 202 cm  |            |
| 4  | C    | Polska | Bielawski, Krzysztof   | 1959           | 200 cm  |            |
| 5  | G/F  | Polska | Koziorowicz, Krzysztof | 1957-03-24     | 181 cm  |            |
| 13 | C/F  | Polska | Łabędzki, Lech         | 1956           | 196 cm  |            |
| 8  | PG   | Polska | Miłek, Waldemar        | 1963           | 192 cm  |            |
| 7  | G    | Polska | Sićko, Mirosław        | 1956           | 188? cm |            |
| 9  | PG   | Polska | Plebanek, Jerzy        | 1946-06-25     | 188 cm  |            |
| 8  | G    | Polska | Stępiński, Szczepan    | 1960           | 187 cm  |            |
| 3  | PG   | Polska | Gębala, Mieczysław     | 1955           | 192 cm  |            |
| 11 | G    | Polska | Ściężor, Edward        | 1960           | 192 cm  |            |
| 2  | PG   | Polska | Nowacki, Piotr         | ?              | 186 cm  |            |
| 10 | G    | Polska | Bartosz, Mariusz       | 1962           | 198 cm  |            |
| 12 | G    | Polska | Wojdyr, Grzegorz       | 1961           | 205 cm  |            |

Trener:  Ryszard Janik
- kierownik drużyny: Tadeusz Sikora

### Skład z 1980/1983 (II liga)
Spójnia w II lidze rozpoczęła rozgrywki we wrześniu 1980 sezonu 1980/1983.
Skład z lat 1980/1983:
| Nr | Poz. | Nar.   | Nazwisko i imię        | Data urodzenia | Wzrost | Masa ciała |
| -- | ---- | ------ | ---------------------- | -------------- | ------ | ---------- |
| 12 | C    | Polska | Ładniak, Marek         | 1950-06-09     | 202 cm |            |
|    | PG   | Polska | Purwiniecki, Ireneusz  | 1963-06-29     | 188 cm |            |
| 13 | C/F  | Polska | Łabędzki, Lech         | 1956           | 195 cm |            |
| 5  | G/F  | Polska | Koziorowicz, Krzysztof | 1957-03-24     | 181 cm |            |
| 4  | C/F  | Polska | Fajerski, Roman        | 1955           | 194 cm |            |
|    | C/F  | Polska | Szczepański, Jacek     | 1963           | 197 cm |            |
| 7  | G    | Polska | Sićko, Mirosław        | 1956           | 187 cm |            |
| 7  | G    | Polska | Kasprzyk, Bogusław     | 1953           | 186 cm |            |
| ?  | ?    | Polska | Kciuk, Jerzy           | 1956           | 192 cm |            |
|    | PG   | Polska | Wolski, Romuald        | 1963           | 197 cm |            |
|    | PG   | Polska | Stachowiak, Andrzej    | 1956           | 192 cm |            |
|    | PG   | Polska | Miłek, Waldemar        | 1965           | 189 cm |            |
| 13 | PG   | Polska | Matysik, Marek         | 1964           | 195 cm |            |
| 4  | C/F  | Polska | Bielawski, Krzysztof   | 1959           | 195 cm |            |
| ?  | ?    | Polska | Ściężor, Edward        | 1960           | 192 cm |            |
| ?  | ?    | Polska | Ładniak, Adam          | 1950           | 202 cm |            |
| 6  | C/F  | Polska | Maksel, Władysław      | 1955           | 194 cm |            |
| 13 | G/F  | Polska | Kozel, Krzysztof       | 1964           | 180 cm |            |
| 10 | G    | Polska | Bartosz, Mariusz       | 1962           | 200 cm |            |
|    | G    | Polska | Wojdyr, Grzegorz       | 1961           | 205 cm |            |

Trener:  Ryszard Janik
- kierownik drużyny: Tadeusz Sikora

### Skład z 1984/1985 (II liga)
Spójnia w sezonie 1984/1985 rozpoczęła rozgrywki w II lidze i grała w składzie:
Skład z lat 1984/1985:
| Nr | Poz. | Nar.   | Nazwisko i imię        | Data urodzenia | Wzrost  | Masa ciała |
| -- | ---- | ------ | ---------------------- | -------------- | ------- | ---------- |
| 4  | S/C  | Polska | Bartosz, Mariusz       | 1962           | 200 cm  |            |
| 4  | C/F  | Polska | Fajerski, Roman        | 1955           | 194 cm  |            |
| 5  | G/F  | Polska | Koziorowicz, Krzysztof | 1957-03-24     | 181 cm  |            |
| 13 | C/F  | Polska | Łabędzki, Lech         | 1956           | 195 cm  |            |
| ?  | ?    | Polska | Ładniak, Adam          | ?              | ? cm    |            |
| 12 | C    | Polska | Ładniak, Marek         | 1950-06-09     | 202 cm  |            |
|    | PG   | Polska | Miłek, Waldemar        | 1965           | 189 cm  |            |
| 8  | R    | Polska | Purwiniecki, Ireneusz  | 1963-06-29     | 188 cm  |            |
|    | PG   | Polska | Stachowiak, Andrzej    | 1956           | 192? cm |            |
|    | C/F  | Polska | Szczepański, Jacek     | 1963           | 197 cm  |            |
| ?  | ?    | Polska | Ściężor, Edward        | 1960           | 192 cm  |            |
|    | G    | Polska | Wojdyr, Grzegorz       | 1961           | 200 cm  |            |
|    | PG   | Polska | Wolski, Roman          | 1963           | 189 cm  |            |

Trener:  Ryszard Janik
 Asystenci: Zbigniew Hering
- kierownik drużyny: Tadeusz Sikora

### Skład z 1985/1986 (II liga)
Spójnia w sezonie 1985/1986 rozpoczęła rozgrywki w II lidze.
Skład z lat 1985/1986:
| Nr | Poz. | Nar.   | Nazwisko i imię        | Data urodzenia | Wzrost  | Masa ciała |
| -- | ---- | ------ | ---------------------- | -------------- | ------- | ---------- |
| 4  | S/C  | Polska | Bartosz, Mariusz       | 1962           | 200 cm  |            |
| ?  | ?    | Polska | Bejnar, Andrzej        | ?              | ? cm    |            |
| 4  | C/F  | Polska | Bielawski, Krzysztof   | 1959           | 195 cm  |            |
| 4  | C/F  | Polska | Fajerski, Roman        | 1955-01-01     | 194 cm  |            |
| 5  | G/F  | Polska | Koziorowicz, Krzysztof | 1957-03-24     | 181 cm  |            |
| ?  | ?    | Polska | Marczyk, Leszek        | ?              | ? cm    |            |
| 9  | S    | Polska | Matyga, Ireneusz       | 1966           | 198 cm  |            |
| 8  | R    | Polska | Purwiniecki, Ireneusz  | 1963-06-29     | 188 cm  |            |
|    | PG   | Polska | Stachowiak, Andrzej    | 1956           | 192? cm |            |
| ?  | O    | Polska | Sztandor, Krzysztof    | ?              | ? cm    |            |
|    | PG   | Polska | Wolski, Roman          | 1963           | 189 cm  |            |

Trener:  Ryszard Janik
 Asystenci: Zbigniew Hering
- kierownik drużyny: Tadeusz Sikora

### Skład z 1986/1987 (II liga)
Spójnia w sezonie 1986/1987 rozpoczęła rozgrywki w II lidze:
Skład z lat 1986/1987:
| Nr | Poz. | Nar.   | Nazwisko i imię        | Data urodzenia | Wzrost  | Masa ciała |
| -- | ---- | ------ | ---------------------- | -------------- | ------- | ---------- |
| 4  | S/C  | Polska | Bartosz, Mariusz       | 1962           | 200 cm  |            |
| ?  | ?    | Polska | Bejnar, Andrzej        | ?              | ? cm    |            |
| 4  | C/F  | Polska | Bielawski, Krzysztof   | 1959           | 195 cm  |            |
| 4  | C/F  | Polska | Fajerski, Roman        | 1955-01-01     | 194 cm  |            |
| ?  | R    | Polska | Grześkowiak, Sławomir  | ?              | ? cm    |            |
| 5  | G/F  | Polska | Koziorowicz, Krzysztof | 1957-03-24     | 181 cm  |            |
| ?  | ?    | Polska | Marczyk, Leszek        | ?              | ? cm    |            |
| 9  | S    | Polska | Matyga, Ireneusz       | 1966           | 198 cm  |            |
|    | PG   | Polska | Miłek, Waldemar        | 1965           | 189 cm  |            |
| 8  | R    | Polska | Purwiniecki, Ireneusz  | 1963-06-29     | 188 cm  |            |
|    | PG   | Polska | Stachowiak, Andrzej    | 1956           | 192? cm |            |
|    | PG   | Polska | Nowacki, Andrzej       | 1961           | 186 cm  |            |

Trener:  Ryszard Janik
- kierownik drużyny: Tadeusz Sikora

### Skład z 1988/1989 (II liga)
Spójnia w sezonie 1988/1989 rozpoczęła rozgrywki w II lidze:
Skład z lat 1988/1989:
| Nr | Poz. | Nar.   | Nazwisko i imię        | Data urodzenia | Wzrost | Masa ciała |
| -- | ---- | ------ | ---------------------- | -------------- | ------ | ---------- |
| 4  | S/C  | Polska | Bartosz, Mariusz       | 1962           | 200 cm |            |
| 7  | S    | Polska | Cieliński, Marek       | 1969-04-25     | 197 cm |            |
| 5  | G/F  | Polska | Koziorowicz, Krzysztof | 1957-03-24     | 181 cm |            |
| ?  | ?    | Polska | Bejnar, Andrzej        | ?              | ? cm   |            |
| 8  | R    | Polska | Purwiniecki, Ireneusz  | 1963-06-29     | 188 cm |            |
| 9  | S    | Polska | Matyga, Ireneusz       | 1966           | 198 cm |            |
|    | PG   | Polska | Stachowiak, Andrzej    | 1956           | 192 cm |            |
|    | PG   | Polska | Miłek, Waldemar        | 1965           | 189 cm |            |
| 5  | R    | Polska | Gintowt, Mariusz       | 1967           | 196 cm |            |
| ?  | R    | Polska | Grześkowiak, Sławomir  | ?              | ? cm   |            |
| ?  | ?    | Polska | Marczyk, Leszek        | ?              | ? cm   |            |

Trener:  Ryszard Janik
 Asystenci: ?
- kierownik drużyny: Tadeusz Sikora?
- lekarz:?
- masażysta:?

## Sezon po sezonie Janika (1966-2004)
Bilans trenera Janika w rozgrywki ligowe z zespołem Spójnia Stargard (w sezonach od 1966 do 2004)
- 1965-66 – 4 m. A klasa
- 1966-67 – 4 m. A klasa, awans do ligi okręgowej, drużyna żeńska 6 miejsce w A klasie rozgrywki na szczeblu szkolnym
- 1967-68 – 3 m. 12z. 8p. liga okręgowa, awans do III ligi, drużyna żeńska 4 miejsce w A klasie i została wycofana z rozgrywek
- 1968-69 – 10 m. 2z. 16p. III liga Sparta Gryfice wycofuje się i KS Spójnia dalej gra w III lidze
- 1969-70 – 10 m. 1z. 17p. przy 10 zespołach III ligi
- 1970-71 – 10 m. 5z. 17p. przy 12 zespołach III ligi
- 1971-72 – 12 m. 1z. 10p. przy 12 zespołach III ligi, zespół decyzją zarządu został wycofany z rozgrywek III ligi po rundzie jesiennej
- 1972-73 – 3 m. 8z. 4p. przy 6 zespołach ligi okręgowej
- 1973-74 – 1 m. 10z. w tym 2w. 2p. przy 7 zespołach ligi okręgowej, awans do III ligi
- 1974-75 – 6 m. 17z. 13p. przy 16 zespołach III ligi
- 1975-76 – 6 m. 17z. 13p. przy 16 zespołach III ligi
- 1976-77 – 3 m. 7z. 3p. przy 6 zespołach III ligi
- 1977-78 – 6 m. 15z. 23p. przy 10 zespołach III ligi
- 1978-79 – 2 m. 26z. 5p. przy 10 zespołach III ligi (14 wygranych z rzędu)
- 1979-80 – 1 m. 40z. 0p. przy 10 zespołach III liga, awans do II ligi (42 wygrane z rzędu włącznie z meczami barażowymi z Włocławią Włocławek)
- 1980-81 – 7 m. II liga 13z. 23p.
- 1981-82 – 6 m. II liga 14z. 12p.
- 1982-83 – 7 m. II liga 12z. 14p.
- 1983-84 – grupa B 3 m. II liga 23z. 13p.
- 1984-85 – grupa B 5 m. II liga 17z. 19p.
- 1985-86 – grupa B 4 m. II liga 14z. 17p.
- 1986-87 – grupa B 5 m. II liga 17z. 19p.
- 1987-88 – grupa B 8 m. II liga 10z. 12p.
- 1988-89 – grupa B 8 m. II liga 10z. 12p.
- 1989-90 – grupa B 8 m. II liga 10z. 12p.
- 1994-95, 9 m. po rundzie zasadniczej, 8z. 14p. > 9 m. I liga
- 1995-96, 5 m. po rundzie zasadniczej, 15z. 16p., play-off Browary Tyskie Bobry Bytom, 5m. po meczu AZS Elaną Toruń > 5 m. I liga
- 1996-97, 4 m. po rundzie zasadniczej, 28z. 20p, II runda – 4 m. 4z. 4p, play-off – po meczu finałowym z Mazowszanką w bilansie 4:0 (65:66;58:74;75:84;78:85), 2 m. w I lidze > wicemistrzostwo I ligi
- 2003-04 – 12 m. po rundzie zasadniczej, play-off – Komfort/Forbo Stargard Szczeciński przegrał z Gipsarem Stalą Ostrów Wlkp., przegrał o utrzymanie się w PLK i spadł do I ligi > 12 m. PLK

Bilans statystyczny Janika w rozgrywkach A klasy, ligi okręgowej, w III lidze w latach 1968–1979:
- meczów – 353
- zwycięstw – 191
- porażek – 162
- bilans punktowy – 25 787 ‹› 23 912

Bilans statystyczny Janika w rozgrywkach II lidze w latach 1980–1989:
- meczów – 244
- zwycięstw – 125
- porażek – 119
- procent zwycięstw – 51.2

Przybliżony bilans statystyczny Janiki w rozgrywkach B klasy, A klasy, ligi okręgowej, w III lidze, II lidze latach 1968–1989:
- meczów – 597
- zwycięstw – 316
- porażek – 281
- bilans punktowy – 25 787 ‹› 23 912

## Odznaczenia, nagrody i wyróżnienia
- Krzyż Kawalerski Orderu Odrodzenia Polski

- Złoty Krzyż Zasługi
- Złota Honorowa Odznaka PZKosz
- Gryf Pomorski
- Srebrny Medal za zasługi dla Sportu Szkolnego
- Brązowa odznaka Zasłużony Działacz Kultury Fizycznej
- Odznaka Zasłużonego Działacza LZS
- Srebrna Odznaka Gryfa Zachodniopomorskiego
- Medal Zasłużony dla Miasta Stargardu
- Złota Odznaka ZNP

## Życie prywatne
Ryszard Janik w Stargardzie mieszka od 1966. W 1967 wziął ślub ze Stefanią. Ma z nią dwóch synów: Przemysław (ur. 1968), Paweł (ur. 1973).
W 2017 obchodzili 50-lecie pożycia małżeńskiego. W związku z jubileuszem otrzymali medale, które przyznaje Prezydent RP. Wręczył im je podczas uroczystości w Domu Kultury Kolejarza prezydent Stargardu Rafał Zając.
Zamiłowania trenera Janika to: koszykówka, siatkówka, piłka nożna, narciarstwo.

## Ciekawostki[9][4][12]
- pierwszym obiektem, gdzie drużyna Ryszard Janika rozgrywała swoje mecze, była sala gimnastyczna Szkoły Podstawowej nr 2 przy ul. Limanowskiego (lata 50./60.), następnie od 1973 zespół rozgrywał mecze w nowo wybudowanej sali gimnastycznej Szkoły Podstawowej nr 1 przy ul. Popiela 2, potem w 1988 w wielofunkcyjnym obiekcie przy ul. Pierwszej Brygady 1 i od 2000 w nowej rozbudowanej hali;
- zespół prowadzony przez trenera Janika rekordowe mecze pod względem wyniku rozegrał 12 i 13 stycznia 1980 w Stargardzie Szczecińskim z Wartą Międzychód, pierwszy mecz wygrała 181:63, a drugie spotkanie wygrała z rekordowym wynikiem 222:53
- rekordowy klubowy wynik bez porażki zespół trenera Janika ustanowił grając w rozgrywkach III ligi (międzywojewódzka) w sezonie 1979/80, był prowadzony przez Ryszarda Janika i przez 42 spotkania był drużyną bez porażki, jako jedyna drużyna w rundzie zasadniczej nie poniosła porażki, dopiero w meczu z Włocławią Włocławek Spójnia przegrała we Włocławku pierwszy mecz barażowy, drugi wygrała i ostatecznie wygrywając z Włocławią 3:1 awansowała do II ligi;
- najwięcej zwycięstw w jednym sezonie ligowym zespół Janika miał 43 (sezon 1979/1980 w ramach rozgrywek w III lidze wraz z awansem do II ligi).